# Economische intensivering
Economische intensivering ('uskorenie') was het plan waarmee president Michail Gorbatsjov de problemen in de Sovjet-Unie (SU) wenste aan te pakken. Zijn doel was om via economische groei de SU een tweede jeugd te geven en de machtspositie van de SU in de wereld aldus te verzekeren.
Gorbatsjov zag de algemene stagnatie van in de Brezjnev-periode als het grote probleem van de Sovjet-Unie. De stagnatie moest omgebogen worden in een economische heropleving door een grotere efficiëntie, en deze verhoogde efficiëntie kon bereikt worden door een verregaande decentralisering van de economische besluitvorming.
Concreet betekende dit een veralgemenisering van het Nieuw Economisch Mechanisme (NEM) dat Andropov ingevoerd had. De NEM voorzag in een decentralisatie van de economische besluitvorming door alle tussenschakels, alle intermediaire niveaus in de economische structuur van de SU te elimineren. Het laagste (de ondernemingen) en het hoogste niveau moesten evenwel versterkt worden. Dit betekende dat de hele nomenklatoera, de leidende bureaucratische klasse van de SU buitenspel gezet werd.
Het protest en de tegenstand van de nomenklatoera moest volgens Gorbatsjov gebroken worden door de glasnost. Deze glasnost moest het mogelijk maken om de intermediare niveaus te bekritiseren, en aldus de machtsbasis van de nomenklatoera te ondergraven. Hierdoor zou Gorbatsjov een grotere kans krijgen om zijn economisch programma van decentralisatie door te zetten.
Als derde luik van zijn plan introduceerde Gorbatsjov het nieuwe denken. Deze nieuwe buitenlandse politiek moest de internationale relaties van de SU verbeteren. Door een internationaal rustig klimaat en weinig externe dreigingen zou de bevolking en de nomenklatoera van de SU een revolutionaire koerswijziging in de economie gemakkelijker aanvaarden.